# Traforo ferroviario dell'Arlberg
Il traforo ferroviario dell'Arlberg fa parte della linea ferroviaria Innsbruck-Bludenz, che unisce la Svizzera orientale ed il Vorarlberg al Tirolo. L'apertura della nuova linea ferroviaria fu un avvenimento di notevole importanza internazionale, ma anche di grande interesse locale e nazionale.
I primi studi per la ferrovia dell'Arlberg risalgono all'anno 1866 a cui fecero seguito due progetti esecutivi ed alcune varianti. Nel 1879 fu approvato il progetto definitivo da parte degli organi governativi. Il 15 maggio 1880 il Ministero del Commercio austro-ungarico diede inizio alla costruzione della ferrovia, che corre da est ad ovest e perfora il monte Arlberg, lo spartiacque fra il bacino fluviale del Danubio e quello del Reno.

## Dati tecnici
La galleria dell'Arlberg aveva una lunghezza di 10.248,7 metri, dal 2001 con una modifica di percorso si è allungata di 398 metri, arrivando a 10.648 metri, ed è suddivisa in due livellette: la prima ascendente dall'imbocco orientale presso Sankt Anton am Arlberg, con una pendenza del 2 per mille ed una estensione di 4100 metri circa; mentre la seconda discendente fino alla stazione di Langen am Arlberg nell'imbocco occidentale, con una pendenza del 15 per mille. La quota dell'imbocco orientale è di 1302 M s.l.m, quella dell'imbocco occidentale è di 1216 M s.l.m, mentre la massima elevazione viene raggiunta a quota 1310 M s.l.m al cambio della livelletta.
La galleria è in rettilineo, ad eccezione di una breve curva iniziale all'imbocco est. L'incontro dei due fronti di scavo avvenne il 19 novembre 1883. La galleria inizialmente a binario unico, ma prevista per il doppio, venne terminata verso la fine di agosto del 1884 e fu inaugurata il 20 settembre 1884.
Nel 2001, a seguito dei lavori di raddoppio della linea fra Pettneu e St. Anton, la vecchia stazione di St.Anton è stata chiusa e sostituita da una nuova stazione poco distante. Perciò la parte finale della galleria è stata deviata su di un nuovo percorso in galleria tutto nuovo lungo 398 metri, così attualmente la nuova lunghezza totale è di 10.648 metri. Il tratto eliminato è stato murato. Però il fregio posto sopra il vecchio portale è stata lasciato al suo posto come monumento e si può vederlo dalla nuova strada costruita davanti al vecchio portale est.

## L'opera

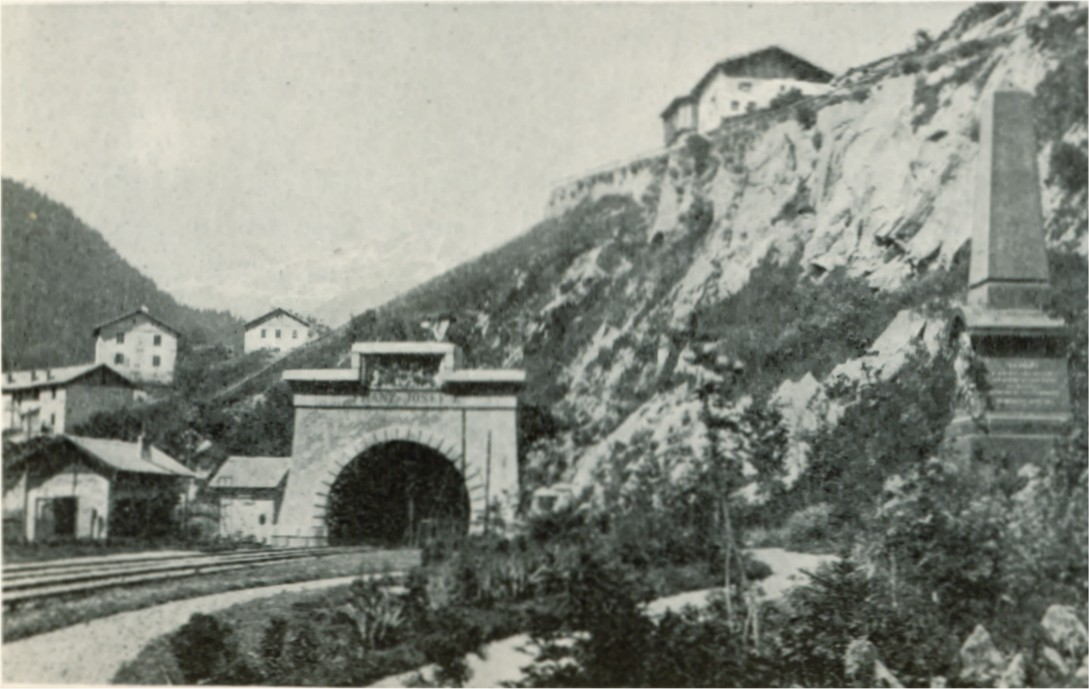
L'ingresso est del traforo dell'Arlberg nel 1898

La realizzazione della galleria dell'Arlberg, la terza al mondo in ordine di realizzazione e la prima in territorio austriaco, fu opera dell'imprenditore friulano Giacomo Ceconi e dell'impresa dei fratelli Lapp che si aggiudicarono l'imponente lavoro rispettivamente per la parte orientale e per quella occidentale. Il contratto venne sottoscritto il 23 dicembre 1880.
Il numero medio annuo di operai fu di 2650, con una punta massima di 4685 nel mese di ottobre del 1883. Durante il periodo di scavo vennero messi in opera tutti i mezzi per scongiurare l'eventualità di qualche sciagura; si verificarono tuttavia casi di morte accidentale o per malattia che furono limitati e comunque inferiori per numero a quelli che si registrarono negli stessi anni nell'esecuzione di altre opere analoghe.
Grazie all'abilità di imprenditore e costruttore del Ceconi e l'opera viene completata in soli tre anni, con ben tredici mesi di anticipo rispetto a quanto stipulato nel contratto. Come da clausola di contratto, ogni giorno di anticipo della consegna del progetto frutta all'impresa Ceconi l'allora ragguardevole cifra di ottocento fiorini. Pertanto a Ceconi viene corrisposto il premio di 276 000 fiorini. Al successo dell'opera contribuirono oltre 16 000 operai, in maggior parte friulani, provenienti dalla Val d'Arzino, dal Canal del Ferro e dalle vallate lungo il Tagliamento.

## L'inaugurazione

Medaglia-ricordo coniata a fine lavori con il motto Ehre der Arbeit!

Il 19 novembre 1883 fu abbattuto l'ultimo diaframma di roccia nella galleria, a 5500 metri dall'imbocco est e da 4750 da quello ovest. Fu una giornata storica per i tecnici e per le maestranze che avevano lavorato per oltre quattro anni al progetto. Le autorità statali e regionali presenti alla cerimonia manifestarono stima e considerazione per i lavoratori dell'Arlberg.
Da parte dell'amministrazione delle Ferrovie Statali fu coniata una medaglia-ricordo con il motto Ehre der Arbeit! (Onore al lavoro!) che venne consegnata a tutti gli operai. L'avvenimento è stato descritto in un periodico regionale da un cronista dell'epoca, che così ha ricordato quel giorno:
L'inaugurazione dell'intera linea ferroviaria e quindi l'apertura al traffico passeggeri attraverso il traforo avvenne il 20 settembre del 1884, mentre già dal 6 settembre erano iniziate regolari le corse dei treni merci. Vi fu allora un'altra grande e significativa cerimonia. Per sottolineare l'importanza dell'opera realizzata intervenne Francesco Giuseppe, la massima autorità dell'Impero Asburgico. L'anno successivo lo stesso imperatore concedeva a Giacomo Ceconi il titolo di nobile dell'Impero, «per le sue benemerenze nel settore delle costruzioni, premiando così la sua intelligente attività e indirettamente anche la laboriosità ed il sacrificio dei molti lavoratori friulani che con lui avevano collaborato».